# Arctosa berlandi
Arctosa berlandi este o specie de păianjeni din genul Arctosa, familia Lycosidae. A fost descrisă pentru prima dată de Caporiacco, 1949. Conform Catalogue of Life specia Arctosa berlandi nu are subspecii cunoscute.